# Volta Mantovana
Volta Mantovana là một đô thị tại tỉnh Mantova trong vùng Lombardia của Italia, có vị trí cách khoảng 120 km về phía đông của Milano và khoảng 20 km về phía tây bắc của Mantova. Tại thời điểm ngày 31 tháng 12 năm 2004, đô thị này có dân số 6.915 người và diện tích là 50,3 km².
Đô thị Volta Mantovana có các frazioni (các đơn vị trực thuộc, chủ yếu là các làng) Bezzetti, Castelgrimaldo, Cereta, Falzoni, và Foresto.
Volta Mantovana giáp các đô thị: Cavriana, Goito, Marmirolo, Monzambano, Valeggio sul Mincio.